# Сонет 138
Сонет 138 (англ. Sonnet 138) — один из 154 сонетов, написанных Уильямом Шекспиром. В отличие от почти всех остальных, он был впервые опубликован Уильямом Джаггардом в 1599 году в составе сборника «Страстный пилигрим». В 1609 году был включён в основной сборник сонетов, причём его текст изменился (Джаггард либо использовал раннюю редакцию, либо исказил авторский вариант). Дата написания неизвестна, существуют разные гипотезы на этот счёт. Результаты компьютерного анализа показывают, что сонеты со 127-го по 154-й были написаны в начале 1590-х годов, но не все исследователи с этим согласны. Возможно, Шекспир редактировал все сонеты до момента их публикации.
Предположительно первое издание не было авторизованным. Тем не менее начиная с 1711 года сонеты публикуются в той же последовательности, и учёные на основе изначальной нумерации раскрывают историю любовного треугольника, которая служит подтекстом для всего цикла.
138-й сонет относится к циклу стихотворений, посвящённых «смуглой леди»: в них Шекспир обращается к неназванной по имени женщине, которую явно противопоставляет классической для петраркистской поэзии светловолосой красавице. Речь здесь идёт о взаимном обмане: дама притворяется, что считает поэта молодым, он притворяется, что считает её красивой.
Как почти все сонеты Шекспира (кроме 145-го), 138-й сонет написан пятистопным ямбом.